# Tetragona
Tetragona (лат.) — род безжальных пчёл из трибы Meliponini семейства Apidae. Не используют жало при защите. Хотя жало у них сохранилось, но в сильно редуцированном виде. Эндемик Нового Света.

## Распространение
Неотропика: от Мексики до Парагвая и Уругвая.

## Классификация
Около 15 видов. Первоначально таксон был описан в качестве подрода рода Trigona.
- Tetragona beebei (Schwarz, 1938)
- Tetragona clavipes (Fabricius, 1804) typus
- Tetragona dissecta Moure, 2000
- Tetragona dorsalis (Smith, 1854)
- Tetragona essequiboensis (Schwarz, 1940)
- Tetragona goettei (Friese, 1900)
- Tetragona handlirschii (Friese, 1900)
- Tetragona kaieteurensis (Schwarz, 1938)
- Tetragona mayarum (Cockerell, 1912)
- Tetragona perangulata (Cockerell, 1917)
- Tetragona quadrangula (Lepeletier, 1836)
- Tetragona truncata Moure, 1971
- Tetragona ziegleri (Friese, 1900)